# Хусейн-хан
Хусейн-хан (д/н — 1527) — астраханський хан у 1521—1527 роках (з невеликою перервою).

## Життєпис
Походив з роду Тукатимуридів, гілки династії Чингізидів. Син астраханського хана Джанібека. 1521 року після загибелі батька успадкував владу. Ймовірно намагався скористатися протистоянням між біями Ногайської Орди для зміцнення влади. Але налаштував проти себе Мамая-мурзу та Юсуфа-мірзу, як наслідок протягом декількох років в ханстві тривав хаос. 1523 року повалений кримським ханом Мехмед I Ґераєм, що поставив на трон Хаджи-Тархана власного сина Багадира. Втім обидва невдовзі були вбиті ногайцями, й Хусейн повернув собі владу.
1524 року уклав союз з ногайським бієм Агішем проти ногайського мурзи Мамая. Невдовзі астраханських хан завдав поразки Мамаєві, що відступив в межі Тюменського ханства. Водночас уклав мирний договір з кримським ханом Саадет I Ґераєм. Також Хусейн-хан обмінявся посольствами з Великим князівством Московським.
В наступні роки головним завданням було протистояння з Мамай-мірзою, що з 1525 року набув в Ногайській Орді значного впливу. 1527 року Хусейна було повалено частиною знаті, що на той час домоглася звільнення з литовського полону Шейх-Ахмада, колишнього хана Великої Орди.